# Крик (скульптура Йеруна Хеннемана)
Крик (нидерл. De Schreeuw) — мемориальная скульптура в амстердамском Остерпарке, посвящённая памяти нидерландского кинорежиссёра, продюсера и журналиста Тео ван Гога, убитого 2 ноября 2004 года радикальным исламистом Мохаммедом Буйери.
Памятник работы скульптора Йеруна Хеннемана был выбран из 150 работ, представленных на конкурс, в состав жюри которого вошли и родители ван Гога. Он был установлен на краю парка Остерпарк, невдалеке от места преступления на улице Линнаустрат в восточной части нидерландской столицы. Памятник высотой 4,6 метра представляет собой шесть торчащих из земли стальных полос, изогнутых в форме, напоминающей профиль лица Тео ван Гога. С одной стороны его лицо изображено с открытым в крике ртом, с другой — с закрытым. Открытие памятника задержалось на полгода из-за урегулирования формальностей, необходимых для его установки.
Торжественное открытие состоялось 18 марта 2007 года в присутствии отца, двух сестёр и друзей ван Гога, а также официальных лиц во главе с амстердамским бургомистром Йобом Кохеном. По словам представителя городской администрации Мартина Вербета «Крик» должен был стать символом свободы слова. Во время церемонии тема свободы слова неоднократно акцентировалась, так как причиной гибели Тео ван Гога стала его жёсткая критика радикального ислама в своём творчестве. Один из друзей погибшего кинематографиста, присутствовавших на мероприятии, актёр Ханс Теувен, исполнил песню, также посвящённую свободе слова.
15 сентября 2007 года памятник стал жертвой вандализма: на нём чёрным маркером было написано «Аль-Каида» и дата «27-11-2007». Правонарушители не были найдены.